# Міжнародний день кави

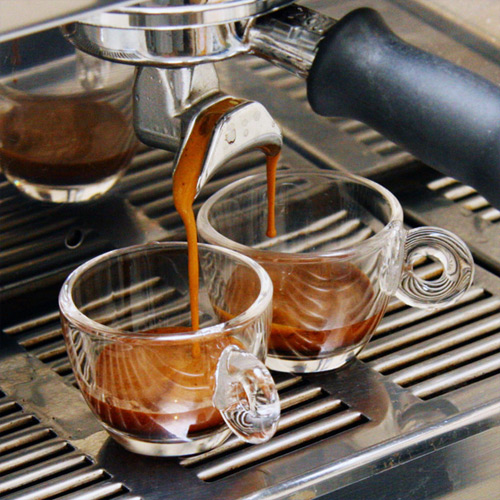
Приготування кави еспресо

Міжнаро́дний день ка́ви — свято поціновувачів кави у всьому світі. Щорічно відзначається з 1 жовтня 2015 року за погодженням з Міжнародною організацією з кави та розпочнеться у Мілані. У цей день багато компаній пропонують чашку кави безкоштовно або зі знижкою. Деякі заклади поширюють купони та спеціальні пропозиції для користувачів через соціальні мережі. Деякі компанії продають вітальні листівки до Національного дня кави, а також пропонують безкоштовні електронні листівки.

## Історія
У березні 2014 року Міжнародна кавова організація ухвалила рішення запустити перший офіційний міжнародний день кави у Мілані в рамках Expo 2015.
У цілому світі 29 вересня, як правило, відбувалися різноманітні заходи такі як День кави або Національний день кави.

## Національні дні кави
| Дата                 | Країна | Примітки |
| -------------------- | --- | -------- |
| 25 січня             | Ірландія |          |
| 6 травня             | Данія[джерело?] |          |
| 24 травня            | Бразилія |          |
| 27 червня            | Колумбія |          |
| 12 вересня           | Коста-Рика |          |
| 20 вересня           | Монголія[джерело?] |          |
| Перша субота вересня | Німеччина |          |
| 26 вересня           | Швейцарія |          |
|                      | - Австралія[джерело?] - Канада - Шотландія[джерело?] - Бельгія[джерело?] - Англія[джерело?] - Ефіопія[джерело?] - Угорщина[джерело?] - Індія[джерело?] - Ісландія[джерело?] - Малайзія[джерело?] - Мексика[джерело?] - Нова Зеландія[джерело?] - Норвегія - ПАР[джерело?] - Швеція[джерело?] - США[джерело?] - Японія - Австрія[джерело?] - Румунія[джерело?] - Філіппіни - Тайвань[джерело?] |          |
| 1 жовтня             | - Шрі-Ланка[джерело?] - Велика Британія[джерело?] - Пакистан[джерело?] |          |